# عريض المنقار الأسود والأصفر
الطائر عريض المنقار الأسود والأصفر (بالانجليزية: Black-and-yellow broadbill) (الأسم العلمي: Eurylaimus ochromalus). هو نوع من الطيور من أسرة الطيور عريضة المنقار. توجد في بروناي واندونيسيا وماليزيا وميانمار وسنغافورة وتايلاند.

البيئات الطبيعية هي الغابات والأراضي المنخفضة أو شبه المدارية الرطبة والغابات الجبلية الرطبة شبه الاستوائية أو المدارية. ومهددة بسبب بخسارة موائلها.